# Lake Blundell
Der Lake Blundell ist ein See an der Ingrid-Christensen-Küste des ostantarktischen Prinzessin-Elisabeth-Lands. In den Larsemann Hills liegt er auf der Südseite des Blundell Peak.
Das Antarctic Names Committee of Australia benannte ihn 1987 in Anlehnung an die Benennung des benachbarten Bergs. Dessen Namensgeber ist Anthony A. Blundell, Funker auf der Mawson-Station im Jahr 1968.